# بچه‌های ناخدا کید
بچه‌های ناخدا کید (انگلیسی: Captain Kidd's Kids) یک فیلم کوتاه کمدی آمریکایی است که در سال ۱۹۱۹۱ منتشر شد.

## بازیگران
- هارولد لوید
- ببه دنیلز
- اسناب پالرد
- فرد سی. نیومیر
- نوآ یانگ
- ماری موسکینی
- سمی بروکس
- هلن گیلمور
- چارلز استیونسون